# Companhia Agrícola e Pastoril d’Oeste de São Paulo
Companhia Industrial, Agrícola e Pastoril d’Oeste de São Paulo (CIAPOSP) foi uma empresa criada pelo cafeicultor Carlos Leôncio de Magalhães após a compra da sesmaria de Cambuhy (ou Cambuí) em 1911.

## História

### Fundação em 1912 e crescimento
A empresa foi constituída em 12 de agosto de 1912 por Carlos Leôncio de Magalhães, apelidado Nhonhô, para levantar capitais e desenvolver sua aquisição da sesmaria de Cambuhy.
Era uma enorme área de 25.000 alqueires na região de Matão que Carlos Leôncio comprou do conselheiro Bernardo Avelino Peixoto Gavião em novembro de 1911 por mil setecentos contos de réis (Rs 1.700.000$000). Tinha cerca de meio milhão (500.000) pés de café.
Em março de 1912 a companhia emitiu debêntures de dois mil contos de rés (Rs 2.000.000$000) por intermédio do Banco Francês e Italiano da América do Sul. Essas notas pagavam juros de oito por cento (8%) por trinta anos. 
O capital social declarado à época era de quatro mil contos (Rs 4.000.000$000). A diferença entre esse valor ao da compra original se dava pelo potencial que a recém-completada Estada de Ferro Araraquara (1906) e, em especial, seu tronco até Tabatinga (1911) dava para a propriedade.

### Venda para aBrazilian Warrantem 1924
A empresa cresceu e re-investia todos seus lucros nas suas atividades. A partir do fim da primeira guerra, Carlos Leôncio começou a contemplar a venda da companhia. Negociou durante 1921-1923 com o governo italiano uma venda por quinze mil contos (Rs 15.000.000$000) mas a letargia do governo frustrou as negociações.
Em 18 de outubro de 1923, com os debêntures de 1912 quitados, foi acertada a venda da companhia para uma subsidiária da Brazilian Warrant, uma companhia de capitais ingleses. Essa subsidiária, a Companhia Agrícola Fazendas Paulistas, fora criada em 1920 com o objetivo de comprar a Fazenda Santa Eudóxia do senador Alfredo Ellis. 
A Brazilian Warrant que administrava a venda de estoques de café nos portos planejava levar seu negócio upstream para a produção do café que comercializava.
Em 4 de novembro de 1924 a venda foi concluída por vinte mil contos de réis (Rs 20.000.000$000) a maior operação comercial do setor cafeeiro brasileiro até então.

### Cambuhy Cotton and Coffee Estates
Em fevereiro de 1925 foi criada a Cambuhy Cotton and Coffee Estates, uma empresa de capital aberto em Londres para qual foi transferida a companhia. Já com mais ou menos dois milhões de pés de café, a nova administração acreditava que as fazendas da companhia poderiam chegar a ter oito milhões, com espaço ainda para algodão, cana-de-açúcar, e cereais. 
O primeiro administrador da companhia em 1924 foi J. A. Davy que fora chefe da Fazenda Dumont, uma grande propriedade em Ribeirão Preto vendida pelo pai do aviador Alberto Santos Dumont. Esse dividiu suas responsabilidades com Daniel A. Haggard.
O período entre setembro de 1929 (com o crash da bolsa americana) e 1932 foi muito difícil. Devido à depressão mundial e as super-safras brasileiras o preço internacional do café caiu de vinte dois cents e meio (U.S. 22.5 c/lb) por libra em 1929 para oito cents (U.S. 8c/lb) em 1932. E apesar da recuperação econômica e da demanda após 1934, os preços continuaram baixos pelo excesso de produção.
Em 23 de maio de 1940, a companhia comprou a Fazenda Santa Cândida, uma área de 625 alqueires perto do rio Jacaré.
Em 1944, vinte anos após a compra da companhia pelos ingleses, as fazendas Cambuhy tinham quatro milhões seiscentos quarenta três mil quinhentos trinta oito (4.643.538) pés de café o que representava 0.37% do total de São Paulo e 2.5% do total das áreas na Estrada de Ferro Araraquara.
Em 1950 Daniel Haggard se aposentou como administrador. Seu substituto foi Eric Seddon. As operações contavam com cinco milhões de pés de café. Em 1953 a empresa investiu em um sistema de irrigação depois de constatar que houve uma mudança no micro-clima da região que afetou a distribuição das chuvas.

### Venda para o grupo Moreira Salles em 1951 e liquidação em 1956
Em 1951, a Brazilian Warrant foi comprada pelo grupo Moreira Salles. Logo depois esse comprou mais da metade do controle acionário da Cambuhy Cotton and Cofee que controlava a CIAPOSP.

Em 1 de dezembro de 1956, a companhia foi dissolvida e suas fazendas dividas em pequenas propriedades.